# Asena

Törökország címerében ma is Asena látható

Asena a köktürkök eredetmítoszának főszereplője, egy nőstény farkas. Az ótörök írásból következően neve Asene is lehet, ami a hangrendi illeszkedés miatt talán valószínűbb. A név jelentése egyszerűen „ősanya”, az as (ős) és ene/ena (anya) összetétele. A török népek ma is általánosan tisztelik a farkasokat, és kiemelkedő jelentőségük volt az iszlám előtti tengrizmus sámánkultuszaiban.
Az eredetmítosz az Asina nemzetség mondája. Legenda egy fiatal fiúról, aki túlélt egy csatát, amelyben megsebesült. Egy nőstény farkas találta meg a sérültet, aki gondjaiba vette, meggyógyította, és táplálta. Más változat szerint a farkas tíz fia közül az egyik volt, és a mai kínai Kaocsang tartomány északi részén született. A fiúból az Asina klán alapítója lett, aki a köktürkök vezéreként hatalmas birodalmat hozott létre, a Türk Kaganátust. Talán Bumin legendájáról van szó.
A mítosz hasonlít az etruszk nőstényfarkas, és Romulus és Remus történetére.

## Fordítás
Ez a szócikk részben vagy egészben  az   Asena című angol Wikipédia-szócikk ezen változatának fordításán alapul.  Az eredeti cikk szerkesztőit annak laptörténete sorolja fel. Ez a jelzés csupán a megfogalmazás eredetét és a szerzői jogokat jelzi, nem szolgál a cikkben szereplő információk forrásmegjelöléseként.